# Jan Neer
Jan Neer, pseudonimo di Giovanni Maria Celesia (Varazze, 11 aprile 1860 – Varazze, 28 luglio 1946), è stato un fotografo italiano.

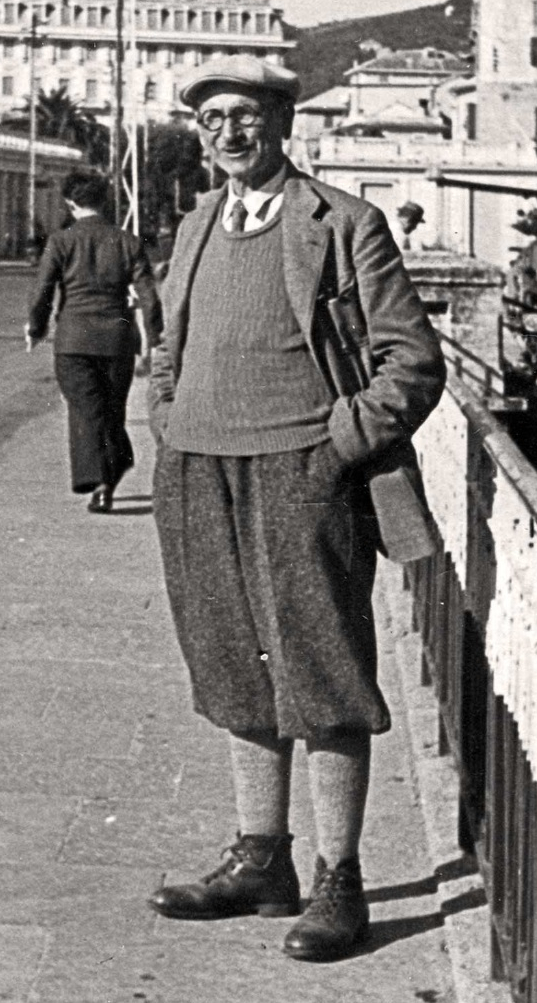
Jan Neer

È stato uno dei pionieri dell'arte fotografica sulla Riviera ligure nel primo quarto del XX secolo; la sua vasta produzione, spesso realizzata per committenti aristocratici o per cartoline, costituisce un'importante documentazione storica della nascita e dell'affermarsi del turismo balneare di massa.

## Biografia
Giovanni Maria Celesia nasce a Casanova, frazione sulle alture di Varazze, allora nella provincia di Genova del Regno di Sardegna, il giorno 11 di aprile del 1860, terzo dei sei figli di Vincenzo Celesia, avvocato e procuratore del Re, e Caterina Piccardo. Viene battezzato con gli stessi due nomi del primogenito, prematuramente scomparso. Frequenta le scuole ginnasiali a Savona e, sotto l'influenza paterna e in particolare avendo a modello lo zio Pietro, colonnello nell'esercito, viene avviato alla carriera militare come volontario già nel 1879. Progredisce rapidamente di carriera fino a diventare, nel 1882, comandante presso la scuola militare distrettuale savonese.

### La carriera militare
La carriera militare di Celesia continua con il ruolo di sottotenente, al quale viene promosso nel 1884, diventando in seguito tenente nei due anni successivi. Con l'intensificarsi delle ambizioni coloniali italiane in Africa, prende parte alla Guerra d'Eritrea combattendo nella battaglia di Dogali del gennaio 1887. È proprio durante la sua esperienza militare in Africa orientale che il giovane Celesia dimostrerà per la prima volta interesse nella fotografia, costruendo una camera oscura improvvisata, immortalando scene da reportage di guerra. In seguito alla sconfitta italiana a Dogali rientrerà in Italia già nell'anno successivo, proseguendo nella carriera militare fino a raggiungere il grado di capitano nel 1898, prima di essere collocato in aspettativa speciale nel 1902.
Ancora attivo nell'esercito verso la fine del decennio, Celesia raggiunge il grado di Maggiore venendo poi collocato a riposo per anzianità di servizio nel 1909. Verrà tuttavia richiamato in servizio allo scoppio della Prima guerra mondiale e successivamente congedato nel 1917 per sopravvenuta età avanzata, a 57 anni.

### Pseudonimo

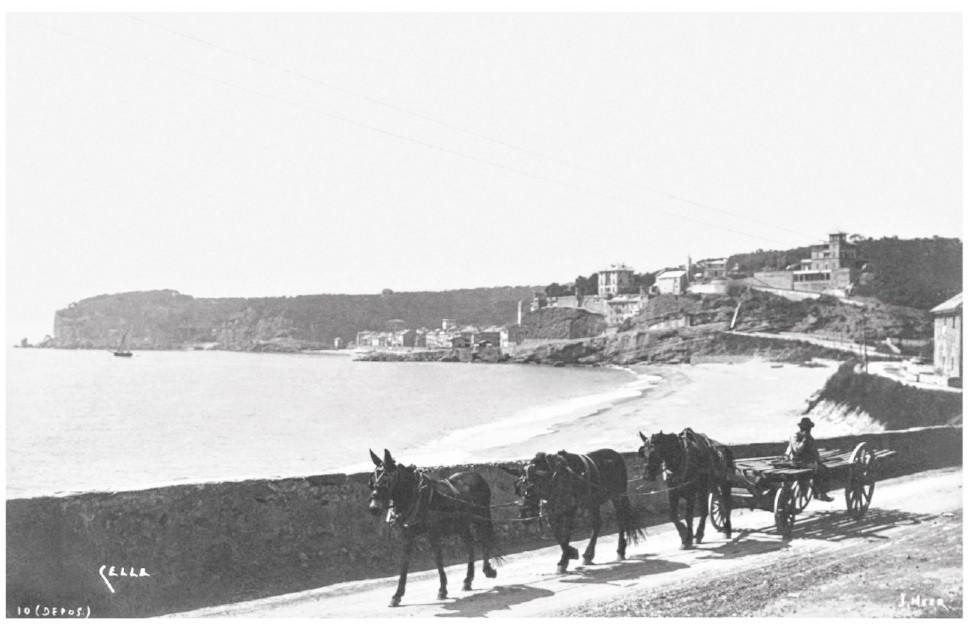
Veduta di Celle Ligure dagli odierni Piani di Celle, foto scattata da Neer, 1910 ca.

Giovanni Celesia adotterà il nome con cui sarà universalmente noto, Jan Neer, contestualmente all'affermarsi della sua professionalità come fotografo. Celesia sigla le prime fotografie semplicemente con le sue iniziali G.C.; tuttavia, decide presto di adottare uno pseudonimo non in lingua italiana, sia per suscitare interesse, sia per evitare di essere ricondotto ad altri Celesia noti nell'area del Savonese, con cui non era imparentato. Forse in seguito a un soggiorno nei Paesi Bassi, sceglie per puro vezzo la lingua olandese, in cui traduce il suo nome di battesimo Giovanni e, al posto del cognome, avendo in mente il suo recente passato militare decide di usare il verbo "sparare, abbattere", neerschieten, vedendo in esso una metafora dello scatto fotografico e dell'utilizzo della macchina fotografica, essendo necessario, come per un fucile, caricare, mirare e - metaforicamente - sparare per poterla utilizzare. Già alcune delle sue prime foto per cartoline sono siglate come scatti di Jan Neer.

### La carriera da fotografo

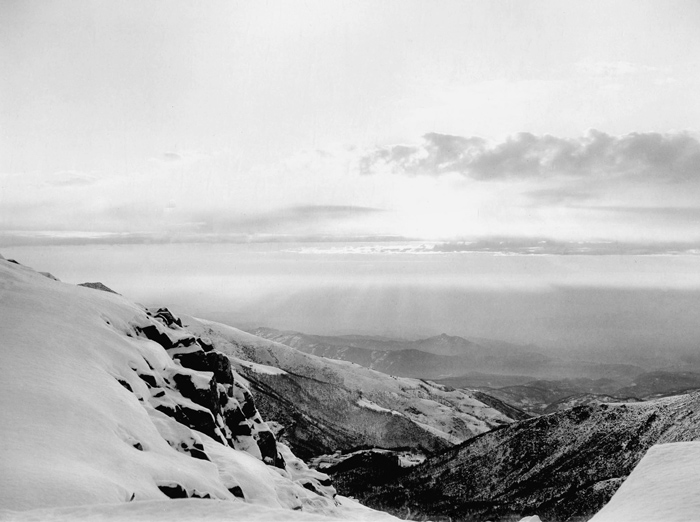
Veduta della Valle di Oropa nelle Alpi Biellesi. Foto scattata da Neer, 1900 ca.

Successivamente alle sue prime esperienze in campo fotografico durante il periodo in Eritrea e alcune successive fotografie scattate nei luoghi dove si trovava di stanza durante la carriera militare, Neer comincia a esercitare professionalmente quale fotografo a partire dal 1902, nel periodo di aspettativa speciale dal servizio nell'esercito. Nel corso del decennio diviene noto nell'area del levante savonese e, più in generale, sull'intera Riviera ligure, anche grazie alle sue conoscenze con importanti personalità e famiglie aristocratiche della regione, testimoniando la nascita del turismo balneare anche mediante scatti che vennero spesso riproposte come cartoline per la nascente e crescente industria turistica. Per questi committenti del ceto altoborghese, fra i quali spiccano i nomi della famiglia dei marchesi di Invrea, dell'imprenditore e senatore del Regno d'Italia Eugenio Figoli des Geneys e del capitano Enrico Alberto d'Albertis, grande amico personale di Neer, realizzerà anche fotoritratti e ne immortalerà le molte dimore in tutta la riviera ligure.
La carriera da fotografo permetterà a Jan Neer, grazie alla sensibilità e alle doti artistiche riconosciute dai suoi contemporanei, di assicurarsi sicure entrate e profitti, spaziando dalla ritrattistica per la borghesia alle cartoline turistiche, da foto più puramente artistiche fino a immortalare soggetti per committenze industriali come Pietro Baglietto, fondatore degli omonimi cantieri con sede a Varazze e rinomati per la costruzione di imbarcazioni da diporto e, successivamente, anche militari, con clienti di primo piano nella scena letteraria e artistica dell'epoca nonché la famiglia reale italiana. Proprio fra i membri di Casa Savoia, Neer fotograferà il Duca degli Abruzzi in occasione di una delle sue visite a Varazze per incontrare Simone Canepa, membro dell'equipaggio della spedizione del 1899-1900 al Polo Nord da lui guidata, nativo della cittadina ligure.

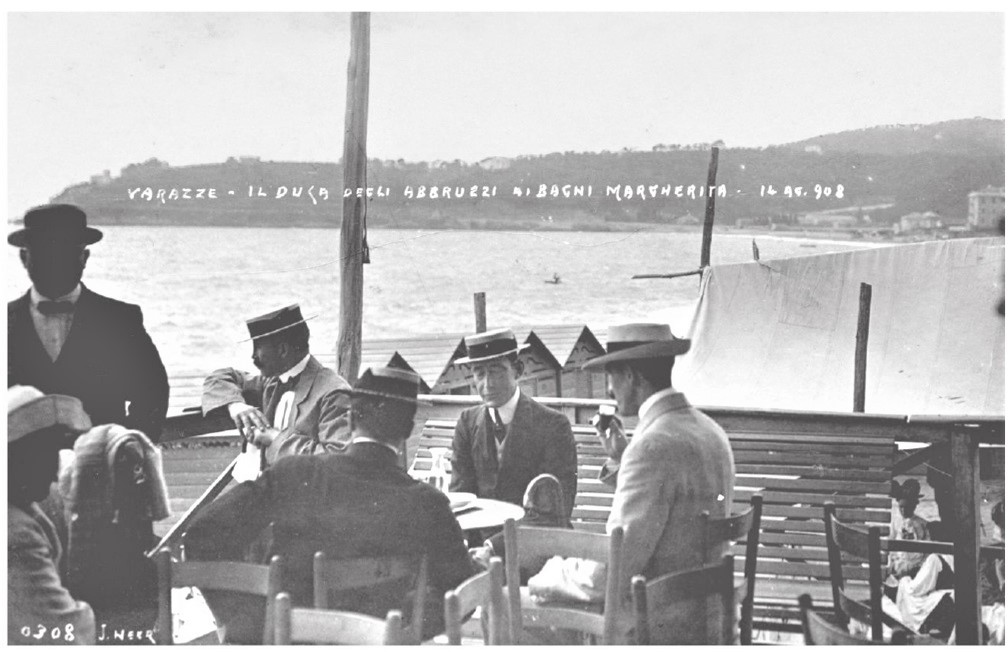
Il Duca degli Abruzzi presso i Bagni Margherita di Varazze il 14 agosto 1908. Si noti la didascalia scritta all'interno della foto, tratto distintivo delle opere di Neer.

### Ultimi anni
Neer riduce drasticamente la sua attività da fotografo nella seconda metà degli anni Venti, terminando quasi completamente dopo il 1930. Ritiratosi a vita privata e senza lasciare rilevanti testimonianze di quest'ultimo periodo, muore a Varazze all'età di 86 anni il 28 luglio del 1946.

## Opere
Le fotografie di Jan Neer possono essere ricondotte a diversi filoni tematici. Certamente apprezzati all'epoca furono i ritratti e i servizi fotografici alle dimore borghesi e nobiliari, tramite cui entra in contatto con le personalità più importanti dell'epoca e fra i quali si distingue certamente il già citato capitano d'Albertis, per il quale fotografa non solamente il suo celeberrimo castello genovese di Montegalletto ma anche le altre dimore all'Isola del Giglio, a Noli e ai Piani d'Invrea di Varazze.
Tra le fotografie di Neer che hanno avuto la maggiore diffusione spiccano tuttavia quelle paesaggistiche e balneari, che hanno conosciuto particolare fortuna come immagini da cartolina, principalmente scattate nell'area di Varazze e Celle Ligure ma anche di altre località della Riviera ligure già frequentate nella Belle Époque, fra cui l'hotel Kulm sul Monte di Portofino, uno degli alberghi più prestigiosi dell'epoca. La sua natia Varazze, dove i primi stabilimenti balneari erano già stati inaugurati nel 1887, è un soggetto particolarmente ricorrente nell'opera di Neer, che ne immortala da un lato le particolari architetture con strutture balneari e prominenti trampolini, dall'altro l'atmosfera giocosa e spensierata dei bagnanti, bambini e adulti, che ritrae in quella che è la serie più peculiare di foto, relativa ai tuffi dal trampolino. Queste particolari foto ritraggono infatti i precisi momenti in cui dai trampolini sul litorale varazzino si tuffano bambini, ragazzi, adulti anche in abbigliamento normale con cappelli, pipe e persino in bicicletta. L'atmosfera turistica della Riviera è immortalata non solo sulle spiagge ma anche in panorami del mare visto dalle colline o nelle piazze, foto per le quali spesso Neer si avvale della cognata Isabella e della nipote Caterina che compaiono negli scatti.
Altri scatti di Jan Neer riflettono lo sviluppo industriale del territorio, in particolare nell'ambito della cantieristica navale, ritraendo la costruzione e il varo di yacht e motoscafi dei Cantieri Baglietto, di cui diventa il fotografo ufficiale. Le navi sono soggetti ricorrenti anche nelle foto delle regate che si svolgevano lungo la costa, nonché in una serie di fotografie di transatlantici e velieri scattate al porto di Genova che hanno avuto successo come cartoline, rappresentazioni del progresso dell'epoca. Neer scatta numerose foto anche al mezzo di trasporto che, più di tutti, era centrale sia per l'industria che per il turismo, la ferrovia, immortalando il passaggio dei treni sulla ferrovia Genova-Ventimiglia a picco sul mare, approfittando della vicinanza di Villa Miramare, dimora del capitano d'Albertis ai Piani d'Invrea, al tracciato ferroviario.
Un'ultima serie di fotografie di Neer riguarda soggetti diversi dal mare: le città d'arte, e in particolare monumenti, palazzi e giardini di Genova, ma anche e soprattutto paesaggi di montagna. Oltre alle prime foto che aveva realizzato durante il suo periodo militare mentre era di stanza sulle Alpi, nella seconda parte della sua vita diventa anche un appassionato escursionista. In quanto socio del CAI, dell'Unione operai escursionisti italiani e dell'Unione Ligure Escursionisti di Savona partecipa in qualità di fotografo a numerose escursioni, immortalando paesaggi montani e le vette dell'arco alpino, dell'Appennino ligure e dell'Appennino toscano.

### Supporti
Neer fissa le immagini negative su lastre di vetro di piccolo formato, incorniciate su un cartoncino nero incollato sui bordi perimetrali; con inchiostro nero vi aggiunge scritte con l'indicazione del luogo, un numero di immatricolazione ai fini di successive ristampe, e le firma come "J.N.", "PHOT. J. NEER" o con un timbro a tampone inchiostrato. Le fotografie sono poi stampate su carta fotosensibile baritata alla gelatina al bromuro d'argento in formato 9x14cm, risultando in immagini in bianco e nero con una piccola cornice bianca di mezzo centimetro e scritte bianche che costituiscono un tratto distintivo delle opere di Neer.

## Studio e riscoperta
L'opera di Jan Neer, a lungo dimenticata, viene riscoperta sia nella sua valenza documentaria che per la sua qualità artistica un secolo dopo il suo maggior periodo di produzione fotografica tramite ricerche della Società Savonese di Storia Patria e di collezionisti e associazioni culturali del territorio del levante savonese, dove Neer nacque e trascorse la maggior parte della sua vita, che ne curano la prima biografia.
La prima mostra di fotografie di Jan Neer viene organizzata nel 2024 nella sua città natale, a poca distanza dal luogo dove era collocato il suo laboratorio, mettendo in rilievo la qualità artistica delle immagini ma anche il loro ruolo di testimonianza storica dello sviluppo del settore del turismo balneare nella città e sulla Riviera ligure.